# Вязовка (приток Ирбита)
Вязовка (в низовье также Бобровка) — река в России, протекает по Алапаевскому и Ирбитскому районам Свердловской области. Левый приток Ирбита. Длина реки составляет 56 км, площадь водосборного бассейна — 766 км².

## Течение
Берёт исток на территории Ирбитского района около урочища Вязовка на высоте более 96 м над уровнем моря, в 15 км к северу от села Лебёдкино. В верховье на небольшом участке протекает по Алапаевскому району. Течёт на восток по берёзовому, сосновому и осиновому лесу Ирбитского заказника. На левом берегу находятся деревни Чащина и Бобровка. Впадает в Ирбит в 11 км от устья по левому берегу, напротив деревни Буланова, в 2 км к северу от деревни Фомина. Высота устья — 59,2 м над уровнем моря.

## Притоки
От истока к устью:
- Буланиха (44 км от устья, пр)
- Ячменевка[4] (лв)
- Хмелевка[2] (пр)
- Черепанка (16 км от устья, лв)

## Данные водного реестра
По данным государственного водного реестра России относится к Иртышскому бассейновому округу, водохозяйственный участок реки — Ница от слияния рек Реж и Нейва и до устья, речной подбассейн реки — Тобол. Речной бассейн реки — Иртыш.
Код объекта в государственном водном реестре — 14010501912111200007187.